# Wellington César Lima e Silva
Wellington César Lima e Silva (Salvador, 1966) é um jurista, advogado e ex-promotor de Justiça brasileiro, atualmente advogado-geral da Petrobras. 
Anteriormente, foi secretário especial para Assuntos Jurídicos da Presidência da República de 2023 a 2024, procurador-geral de justiça do Ministério Público do Estado da Bahia entre 2010 e 2014 e ministro da Justiça por breve período em março de 2016. 

## Biografia

### Formação
Wellington César Lima e Silva formou-se em direito pela Universidade Federal da Bahia (UFBA), em 1988, e concluiu o mestrado em ciências criminais pela Universidade Candido Mendes. Também cursou doutorado em direito penal e criminologia na Universidade Pablo de Olavide (Espanha), integralizando os créditos sem concluir o curso.

### Ministério Público
Ingressou no Ministério Público baiano como promotor de Justiça em 1991.
Foi procurador-geral de justiça por dois mandatos sucessivos (2010-2014), tendo as indicações para a chefia do Ministério Público da Bahia ocorrido em 2010 e em 2012, feitas pelo então governador Jaques Wagner a partir das listas tríplices definidas pelo órgão.

### Ministério da Justiça
Tendo se destacado em âmbito regional por sua atuação como procurador-geral, Wellington César era considerado desconhecido em âmbito nacional pela imprensa, até o momento de sua indicação, anunciada pela presidência da República em 29 de fevereiro de 2016, para o cargo de ministro da Justiça em 2016. A indicação foi atribuída à influência de Jaques Wagner, o então ministro-chefe da Casa Civil no governo Dilma Rousseff.
Wellington César foi nomeado ministro da Justiça no dia 3 de março de 2016.
No dia 4 de março, em virtude de decisão liminar nos autos de ação popular em trâmite na 1ª Vara Federal do Distrito Federal, sua nomeação para o cargo máximo nos quadros do Ministério da Justiça foi sustada. No dia 5 de março, o Tribunal Regional Federal da 1.ª Região (TRF-1) suspendeu a liminar que impedia a nomeação do ministro da justiça. No dia 9 do mesmo mês, o Supremo Tribunal Federal decidiu que seria inconstitucional um membro do Ministério Público exercer cargo no Poder Executivo sem se desligar do parquet, concedendo então a Wellington César o prazo de 20 dias para escolher entre retornar à carreira de procurador ou pedir exoneração para permanecer como ministro.
Optando pelo Ministério Público, em 14 de março de 2016 apresentou pedido de demissão do cargo de ministro da justiça, sendo anunciado como seu sucessor Eugênio José Guilherme de Aragão, que à época também era membro do Ministério Público, mas, por haver ingressado na instituição antes de entrar em vigor a Constituição de 1988, a ele não se aplicaria a vedação de exercício de cargo no Executivo que fundamentou a decisão do Supremo Tribunal Federal em relação a Wellington César.

### Governo Lula
Em 3 de janeiro de 2023, Wellington César aposentou-se como procurador de Justiça do Ministério Público do Estado da Bahia, após ser anunciada a sua escolha para o cargo de secretário de Assuntos Jurídicos da Presidência da República no governo Lula, sendo nomeado no dia 23 do mesmo mês.
Em julho de 2024, deixou a secretaria de Assuntos Jurídicos da Presidência e tomou posse como advogado-geral da Petrobras, indicado pelo presidente Lula.

## Condecorações
| Insígnia | País   | Honra                                 | Data                   |
| -------- | ------ | ------------------------------------- | ---------------------- |
|          | Brasil | Grande Oficial da Ordem de Rio Branco | 21 de novembro de 2023 |